# Allobates trilineatus
Espèce
Synonymes
- Phyllobates trilineatus Boulenger, 1884 "1883"
- Colostethus trilineatus (Boulenger, 1884)

Statut de conservation UICN

 LC  : Préoccupation mineure
Allobates trilineatus est une espèce d'amphibiens de la famille des Aromobatidae.

## Répartition
Cette espèce se rencontre entre 100 et 250 m d'altitude :
- au Pérou, dans les régions de Loreto, d'Amazonas, d'Ucayali, de Huánuco, de Madre de Dios et de Puno ;
- en Bolivie, dans les départements de La Paz, de Pando, de Cochabamba, de Beni et  de Santa Cruz.

Sa présence en Colombie, dans les départements de Putumayo et d'Amazonas et au Brésil est incertaine.
Les populations d'Équateur observée dans les provinces de Pastaza, d'Orellana et de Sucumbíos appartiennent à une autre espèce.

## Description
L'holotype de Allobates trilineatus mesure 17 mm. Cette espèce a la face dorsale brunâtre marbré de clair et présente une ligne longitudinale grisâtre. Une barre de la même couleur s'étend l’œil jusqu'à l'aine. Un point blanc marque chaque côté de l'anus. Sa face ventrale est blanc sale et la gorge grise. Le mâle est doté d'un large sac vocal externe.

## Étymologie
Son nom d'espèce, du latin tri-, « trois ou triple », et lineatus, « rayure », lui a été donné en référence à sa livrée.

## Publication originale
- Boulenger, 1884 "1883" : On a Collection of Frogs from Yurimaguas, Huallaga River, Northern Peru. Proceedings of the Zoological Society of London, vol. 1883, no 4, p. 635-638 (texte intégral).